# Henschleben
Henschleben ist ein Ortsteil der Gemeinde Straußfurt im Landkreis Sömmerda in Thüringen. Bis zum 30. Dezember 2019 war Henschleben eine eigenständige Gemeinde, die der Verwaltungsgemeinschaft Straußfurt angehörte.

## Geografie
Henschleben liegt im Thüringer Becken an der Unstrut, unmittelbar südlich des Rückhaltebeckens Straußfurt.

## Geschichte
Der Ort Henschleben wurde um das Jahr 1080 zum ersten Mal urkundlich erwähnt. In diesem Jahre fand die Schlacht auf den Mordäckern zwischen Henschleben und Straußfurt zwischen den Truppen von König Heinrich IV. und dem Gegenkönig Rudolf von Rheinfelden statt, die letzterer verlor. Henschleben und Vehra gehörten bis 1815 als Exklaven zum kursächsischen Amt Eckartsberga. Durch die Beschlüsse des Wiener Kongresses kamen sie zu Preußen und wurden 1816 dem Landkreis Weißensee im Regierungsbezirk Erfurt der Provinz Sachsen zugeteilt, zu dem sie bis 1944 gehörten.

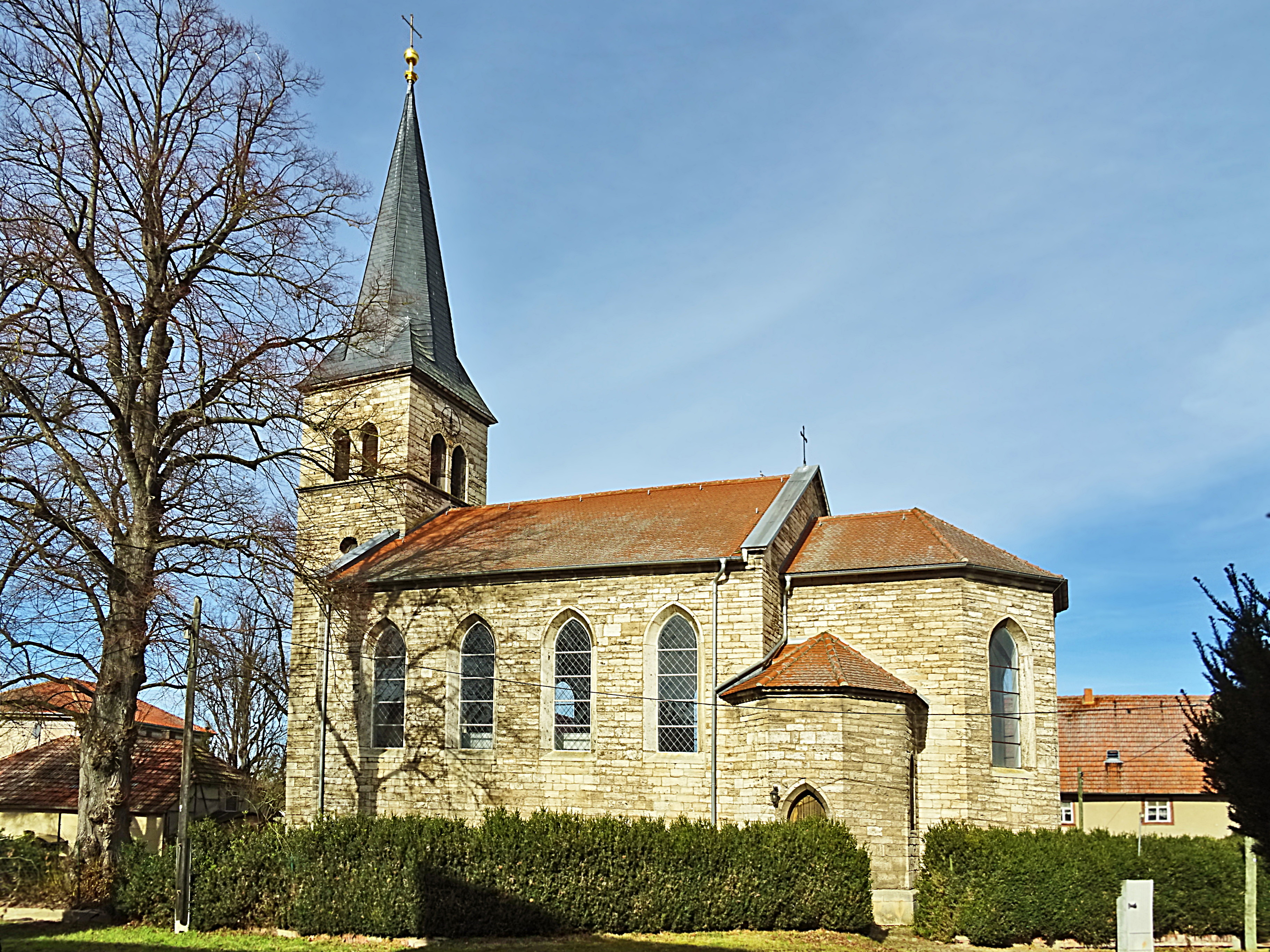
Dorfkirche

Im April 1945 gab es in Henschleben amerikanische Tieffliegerangriffe und Artilleriebeschuss, durch den mehrere Gebäude in Brand gerieten. Nach dem Besatzungswechsel zur Roten Armee im Juli 1945 kam es zu Vergewaltigungen und Diebstählen.
Nordwestlich von Henschleben lag oberhalb des Unstruttals das Rittergut Stödten (südöstlich von Schwerstedt), im Besitz der Freiherren von Ballhausen. Es diente ab 1944 als Unterkunft für Flüchtlingsfamilien und wurde zur Zeit der SBZ und DDR restlos beseitigt. Heute findet sich dort an einem kleinen Hang an der Nordwestecke des Unstrut-Staubeckens nur noch eine vermauerte Kelleröffnung als Fledermaus-Refugium.
Am 1. Juli 1950 wurde die bis dahin eigenständige Gemeinde Vehra eingegliedert. Am 31. Dezember 2019 wurde die Gemeinde Henschleben aufgelöst und nach Straußfurt eingemeindet.

## Politik

### Einwohnerzahl
Im Dezember 2010 hatte die Gemeinde 373 Einwohner, davon Henschleben 220 und Vehra 153.

### Gemeinderat
Der Gemeinderat aus Henschleben setzte sich aus vier Mitgliedern der Freien Wähler Henschleben und zwei Mitgliedern der Wählergemeinschaft Unstrut-Aue zusammen (Stand: Kommunalwahl am 25. Mai 2014).

### Bürgermeister
Der letzte ehrenamtliche Bürgermeister Frank Knaak setzte sich in der Stichwahl am 29. April 2018 gegen Sören Oeftger (Wählergemeinschaft Unstrut-Aue) mit 107 gegen 99 Stimmen durch.

## Sonstiges
Während des Zweiten Weltkrieges mussten 25 Frauen und Männer aus Polen in der Landwirtschaft Zwangsarbeit verrichten.